# 西流湖街道
西流湖街道，是中华人民共和国河南省郑州市中原区下辖的一个乡镇级行政单位。

## 行政区划
西流湖街道下辖以下地区：
柿园村、铁炉村、西岗村、孙庄村和大李村。